# Dodge C Series
Dodge C Series — серия полноразмерных пикапов, выпускаемых компанией Dodge с 1954 по 1960 год. 
Автомобили являются гражданской продукцией, по сравнению с предшественниками. Это были первые автомобили с двухступенчатой автоматической трансмиссией PowerFlite. 
С 1957 года автомобили Dodge C Series оснащались двигателями HEMI, гидроусилителями, трёхступенчатой АКПП и напряжением бортовой сети 12 В. С 1959 года автомобили производились в комплектациях Sweptline и Utiline. С 1960 по 1976 год производились также среднетоннажные автомобили Dodge LCF/HCF. 

## Галерея

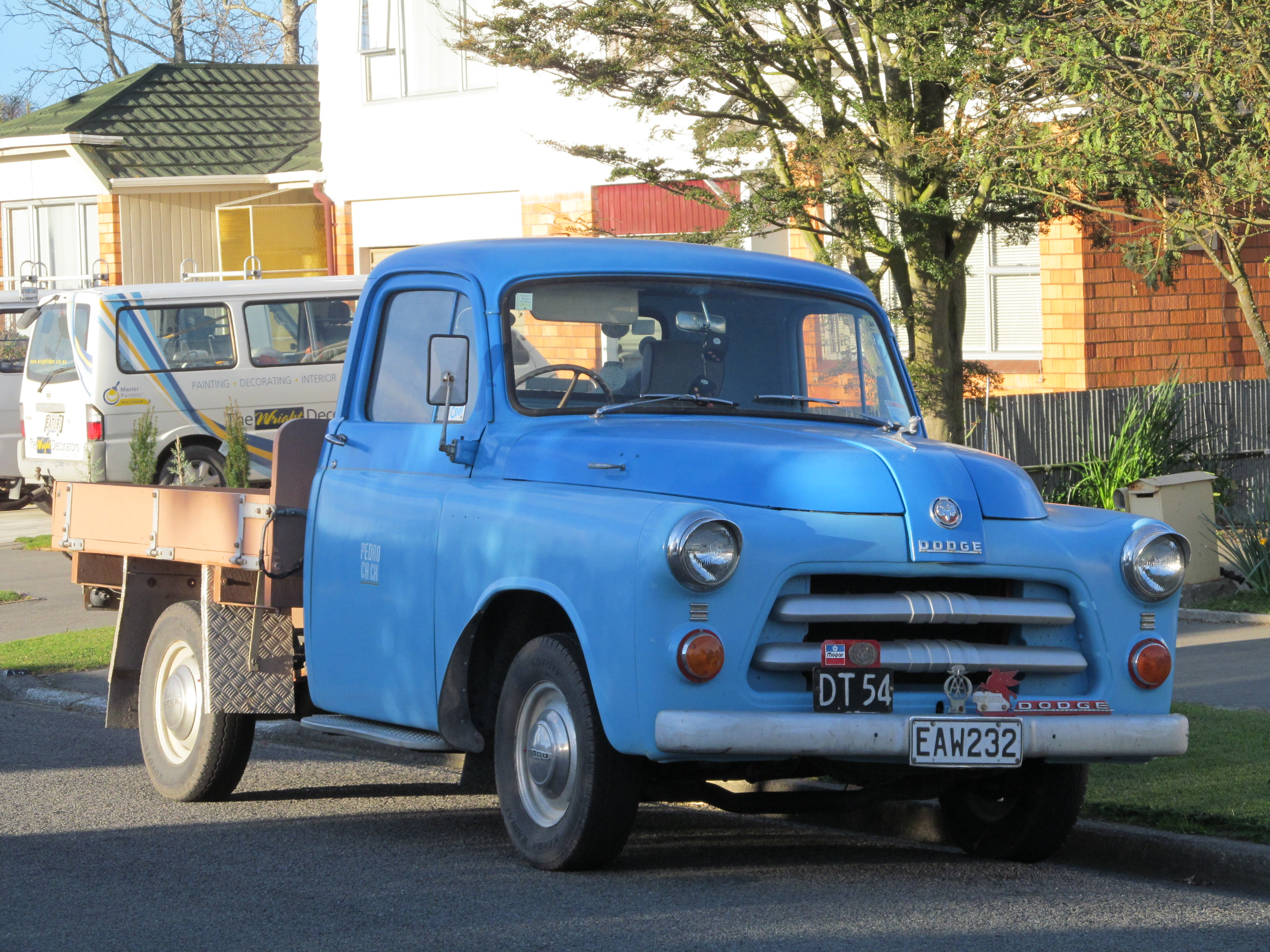
Dodge C Series (1954—1956)
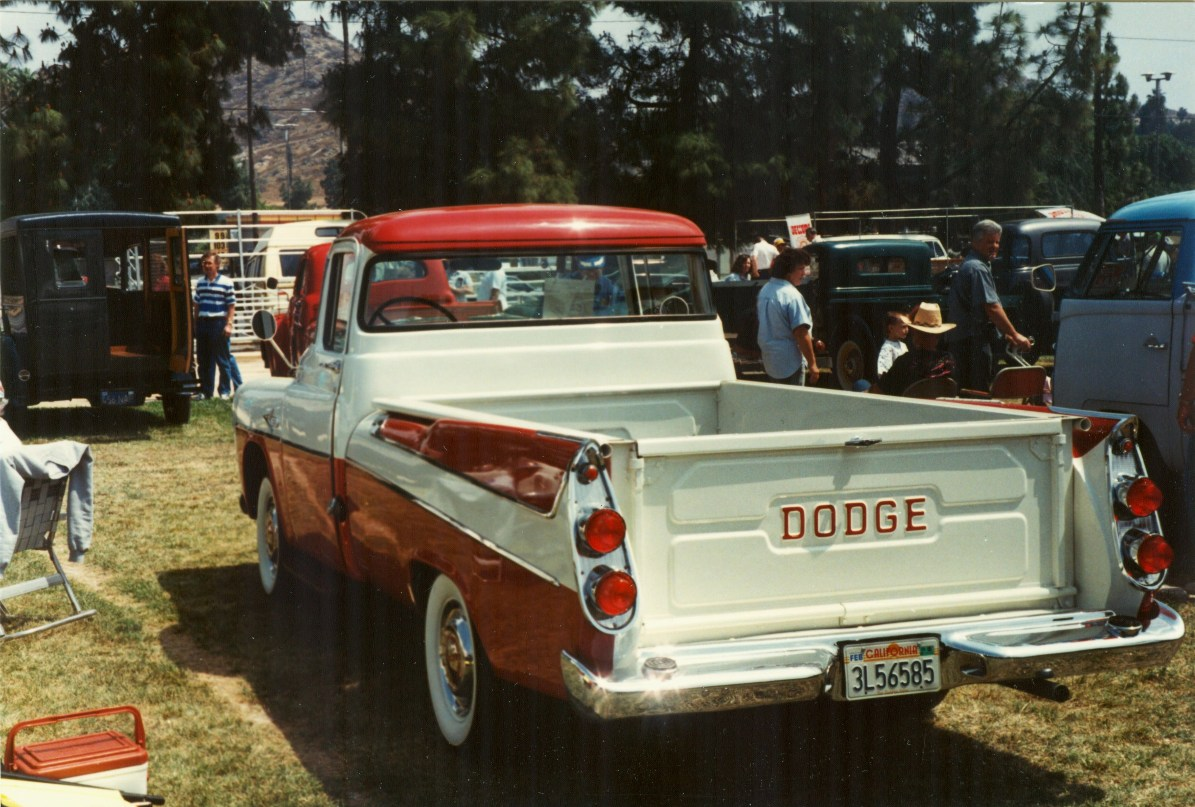
Вид сзади